# سیدر ریج (کالیفرنیا)
سیدر ریج (به انگلیسی: Cedar Ridge) یک منطقه ثبت‌نشده در شهرستان نوادا، ایالت کالیفرنیا است و در ارتفاع ۸۸۳ متری سطح دریا قرار دارد. این منطقه در ۴ کیلومتری جنوب‌شرق گرس ولی واقع شده. اولین اداره پست این مکان در سال ۱۹۴۸ تأسیس شد، و کد پستی آن ۹۵۹۲۴ است.

## جغرافیا
Cedar Ridge در (39.199, -121.021) واقع شده است. ارتفاع از سطح دریا 2897 فوت (883 متر) است.